# Carruthers Geocorona Observatory

L'exosphère est la couche atmosphérique la plus externe de la Terre.

Carruthers Geocorona Observatory, anciennement GLIDE (acronyme de Global Lyman-Alpha Imager of Dynamic Exosphere), est une mission spatiale développée par l'agence spatiale américaine, la NASA dont l'objectif est l'étude de l'exosphère de la Terre (entre environ 500 et 150 000 km). Pour remplir sa mission, cet observatoire spatial dispose de deux caméras observant dans l'ultraviolet les émissions de lumière Lyman-alpha résultant de l'ionisation des atomes d'hydrogène qui dominent dans cette couche de l'atmosphère terrestre. L'engin spatial est développé par Ball Aerospace, la partie instrumentale étant fournie par l'Université de Berkeley. Le cout de développement et de fonctionnement de ce satellite de petite taille est de 75 millions US$. La mission doit être lancée en 2025 et placée en orbite autour du point de Lagrange L1 du système Terre-Soleil pour une mission primaire d'une durée de 2 ans.

## Contexte

### L'exosphère
L'exosphère de la Terre est la couche atmosphérique la plus externe de notre planète. Elle est située au-dessus de la thermosphère. Elle se distingue de cette dernière par le fait que la densité de particules y est suffisamment faible pour que l'effet des collisions entre particules soit négligeable en comparaison de l'effet de leur cinétique. La densité de particules y est extrêmement faible et les atomes s'y comportent librement. Certains échappent même à l'attraction de leur corps céleste raison pour laquelle cette zone est désignée comme le niveau d'échappement.
La limite inférieure de l'exosphère est variable car elle est influencée par l'activité solaire. Elle se situe entre environ 500 kilomètres (faible activité solaire) et l000 kilomètres. La limite supérieure de l'exosphère terrestre se situe là ou l'influence du Soleil (pression exercée par le vent solaire) sur les atomes l'emporte sur l'influence du champ de gravité de la Terre. Ainsi définie (il existe d'autres définitions qui la place à 10 000 km) cette limite se situe à environ 200 000 kilomètres de la Terre à mi-distance de celle-ci et de la Lune.
L'exosphère est composée majoritairement d'atomes d'hydrogène, car ceux-ci étant les atomes les plus légers, ils sont les plus susceptibles d'échapper aux couches basses de l'atmosphère. Ces atomes proviennent principalement de la décomposition par la lumière du méthane et de l'eau des océans. L'exosphère, dans la mesure où elle constitue une zone tampon entre le milieu interplanétaire et les couches plus denses de l'atmosphère terrestre, joue un rôle important dans la manière dont la Terre réagit aux changements déclenchés par les éruptions solaires. Ces événements ont un impact sur le fonctionnement des satellites en orbite, sur la transmission des signaux de télécommunications dans la haute atmosphère ainsi que sur les réseaux électriques à la surface de la Terre. Durant ces événements, l'exosphère connait de gigantesques pics d'énergie.
Malgré son rôle dans la météorologie spatiale, on dispose de peu d'informations sur les processus à l’œuvre dans l'exosphère de la Terre. Carruthers Geocorona Observatory est la première mission entièrement destinée à l'étude de l'exosphère de notre planète.

## Objectifs de la mission
Les échanges de charge électrique avec les atomes d'hydrogène qui ont lieu au sein de l'exosphère jouent un rôle central dans la gravité et la durée des tempêtes géomagnétiques déclenchées par les éruptions solaires. Par ailleurs l'échappement atmosphérique des atomes d'hydrogène est à l'origine d'une perte progressive de l'eau stockée en surface sur Terre comme sur Mars. La connaissance de la  distribution spatiale des atomes d'hydrogène est déterminante pour tracer les échanges de charge électrique comme l'échappement des atomes d'hydrogène. Les techniques courantes ne permettent pas de modéliser ces processus. De nouvelles mesures sont nécessaires pour comprendre les phénomènes physiques à l’œuvre. Les objectifs de la mission, qui est destiner à recueillir ces éléments, sont :
- Déterminer les facteurs déterminant la structure de l'exosphère à l'échelle locale et globale durant les périodes de faible activité solaire. Quelles sont les importances relatives de l'évaporation thermale, des échanges de charge électrique et de la pression de radiation du Soleil dans la structuration de l'exosphère durant ces périodes ?
- Déterminer la nature et l'origine de la variabilité transitoire de la structure de l'exosphère. Selon quelles échelles  spatiale et temporelle l'exosphère répond elles aux événements solaires. Dans quelle mesure la remontée thermale et les échanges de charge électrique sont à l'origine des variations de l'exosphère ?

## Historique du projet
Dans le cadre de son programme Solar Terrestrial Probes (STP), l'agence spatiale américaine, la NASA, sélectionne en décembre 2020 deux missions spatiales à faible cout (SmallSat) : Solar Cruiser, une mission qui doit tester une voile solaire mais qui sera annulée en 2022, et  GLIDE (acronyme de Global Lyman-Alpha Imager of Dynamic Exosphere). Cette dernière doit être lancée en 2025 avec la mission IMAP qui partage la même destination (point de Lagrange L1). Son objectif est d'étudier la variabilité de l'exosphère de la Terre en observant le rayonnement ultraviolet émis par les atomes d'hydrogène. La responsable scientifique de la mission est Lara Waldrop de l'Université de l'Illinois. Le cout de ma mission est évalué à 75 millions US$. La plateforme de l'observatoire spatial est fourni par Ball Aerospace tandis que la gestion de la mission est confiée à l'Université de Berkeley (Californie).
En décembre 2022 la mission GLIDE est renommée Carruthers Geocorona Observatory en l'honneur du scientifique  George Carruthers (1939-2020) qui, au sein du Naval Research Laboratory, a mis au point le télescope installé à la surface de la Lune par l'équipage de la mission Apollo 16 qui a réalisé les premières images de la géocouronne (région de l'espace où sont visibles les émissions ultraviolet des atomes d'hydrogène de l'exosphère terrestre). En mars 2024 l'assemblage du satellite s'achève avec l'intégration du spectromètre ultraviolet.

## Caractéristiques techniques
L'observatoire spatial Carruthers Geocorona Observatory utilise la plateforme stabilisée 3 axes BCP (Ball Configurable Platform) de la société Ball Aerospace. Pour remplir ses objectifs, l'observatoire est conçu pour analyser les émissions lumineuses produites par les échanges de charge électrique des atomes d'hydrogène. Les photons émis dans le cadre de ces échanges se situent dans l'ultraviolet, la lumière visible (série de Balmer) et l'infrarouge (série de Paschen) (cf schéma ci-dessous). Les photons ultraviolet (série de Lyman), très lumineux, sont de loin les plus facilement observables. L'observatoire utilise deux imageurs co-alignés optimisés pour l'observation de ce rayonnement ultraviolet Lyman-Alpha. Un imageur utilisant un objectif grand angle est utilisé pour réaliser des images de l'ensemble de l'exosphère terrestre tandis que le deuxième imageur permet d'obtenir des images à haute résolution du limbe terrestre.

Longueurs d'onde des photons susceptibles d'être émis par l'atome d'hydrogène lorsqu'il est excité ou désexcité. La série de Lyman regroupe les photons les plus énergétiques situés dans l'ultraviolet à gauche sur ce schéma.

## Déroulement de la mission
L'observatoire spatial Carruthers Geocorona Observatory doit être lancé au cours du second semestre 2025 par une fusée Falcon 9 qui emporte également les missions  de la NASA  IMAP et SWFO-L1. Tous ces engins spatiaux doivent être placés en orbite autour du point de Lagrange L1 du système Terre-Soleil après un transit de 4 mois. Carruthers Geocorona Observatory orbitera autour de ce point avec une périodicité de 6 mois l'angle maximum avec la droite reliant la Soleil et la Terre étant au maximum de 26°. La durée de sa mission primaire est de 2 ans. Durant cette période le Soleil sera pratiquement au pic d'activité de son cycle de 11 ans.